# Холанд (Масачусетс)
Холанд (енгл. Holland) насељено је место без административног статуса у америчкој савезној држави Масачусетс.

## Демографија
По попису из 2010. године број становника је 1.464, што је 20 (1,4%) становника више него 2000. године.
| Група             | 2000.         | 2010.         |
| Белци             | 1.387 (96,1%) | 1.374 (93,9%) |
| Афроамериканци    | 2 (0,1%)      | 13 (0,9%)     |
| Азијати           | 3 (0,2%)      | 11 (0,8%)     |
| Хиспаноамериканци | 20 (1,4%)     | 32 (2,2%)     |
| Укупно            | 1.444         | 1.464         |